# Eucalyptus punctata
Eucalyptus punctata är en myrtenväxtart som beskrevs av Dc.. Eucalyptus punctata ingår i släktet Eucalyptus och familjen myrtenväxter. Inga underarter finns listade i Catalogue of Life.

## Bildgalleri

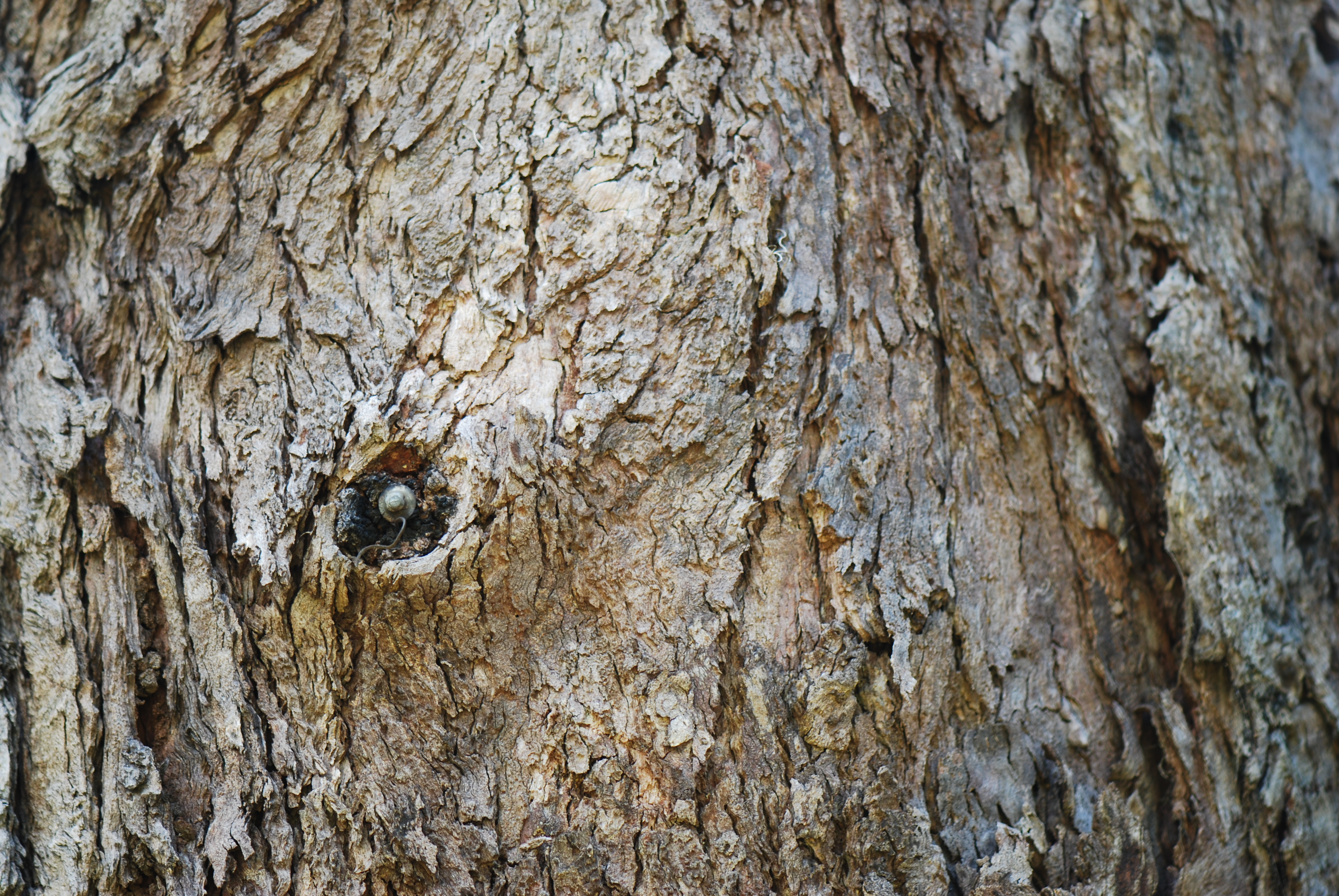
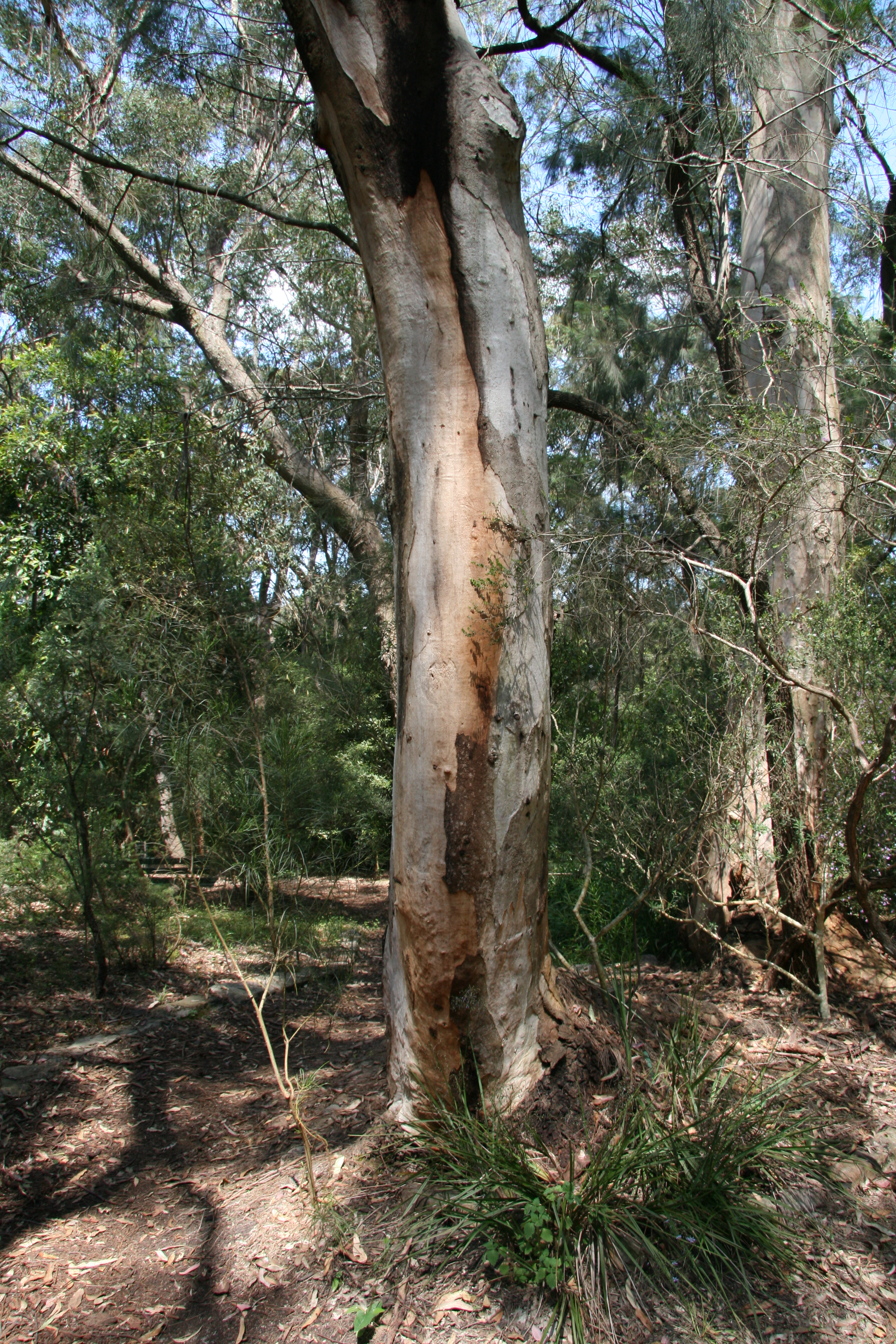
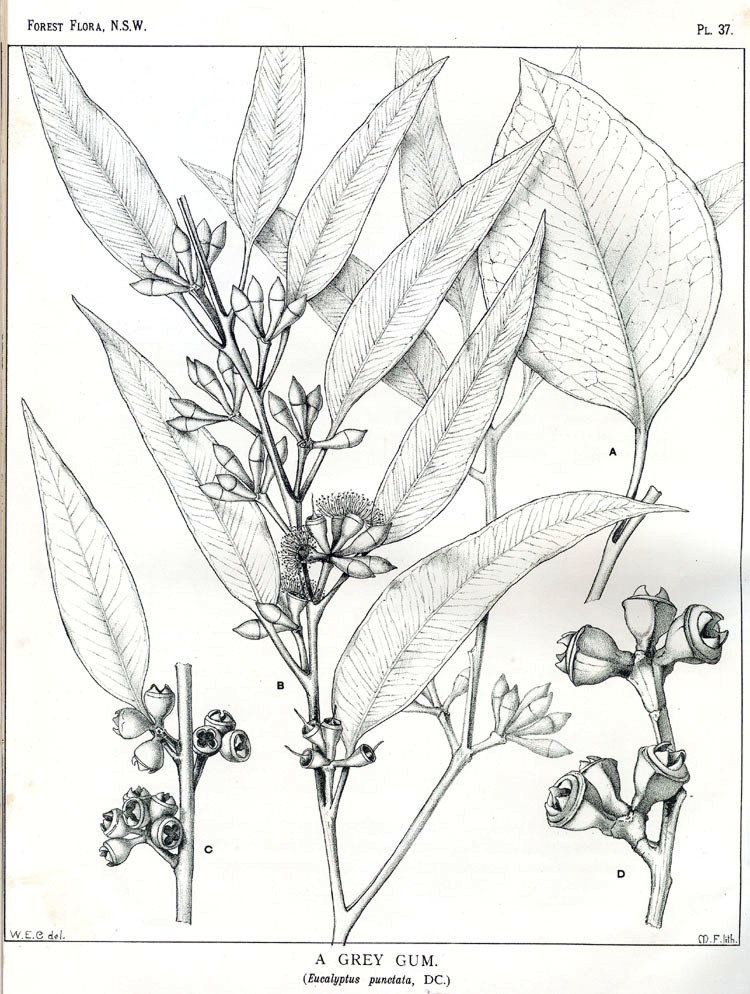
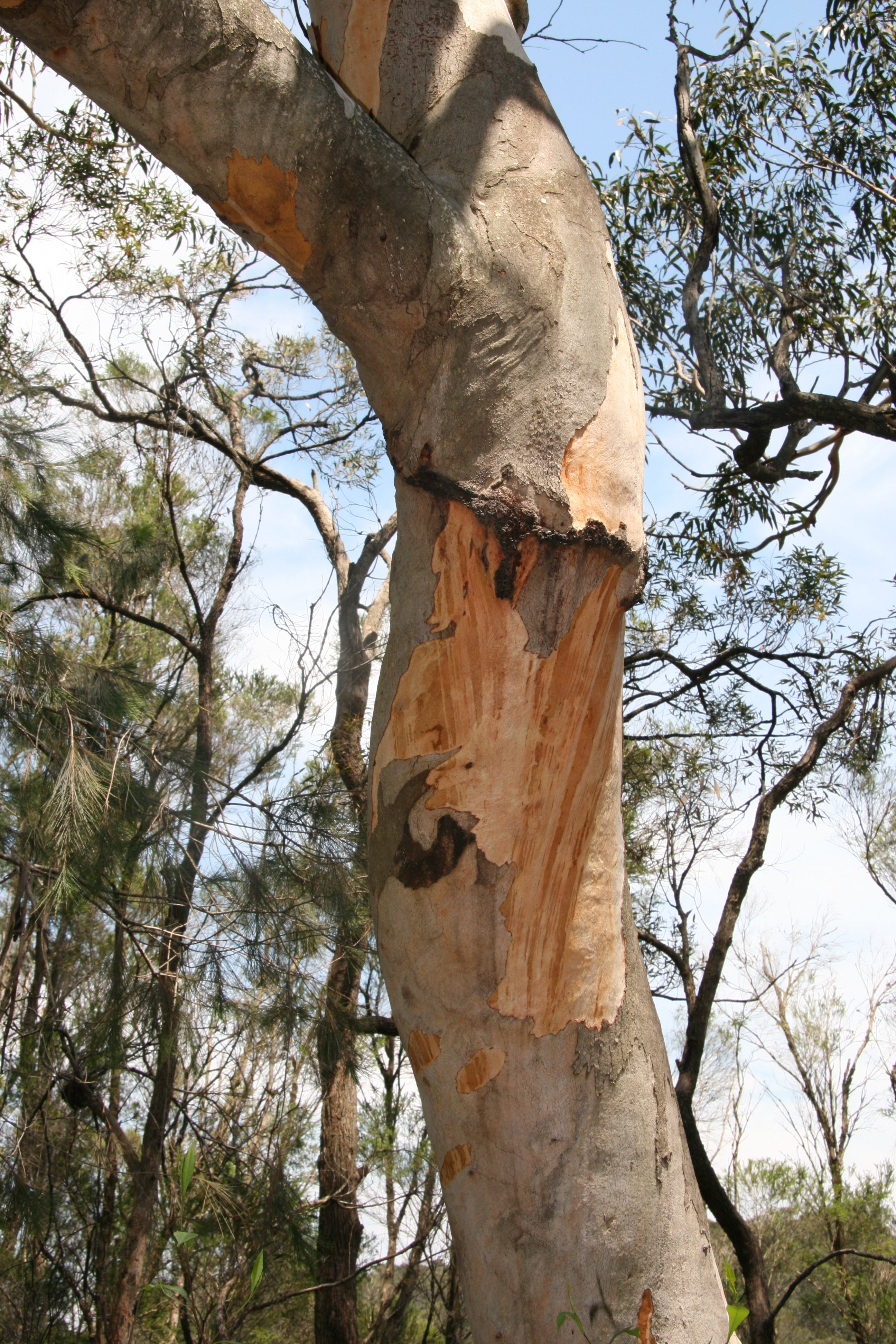
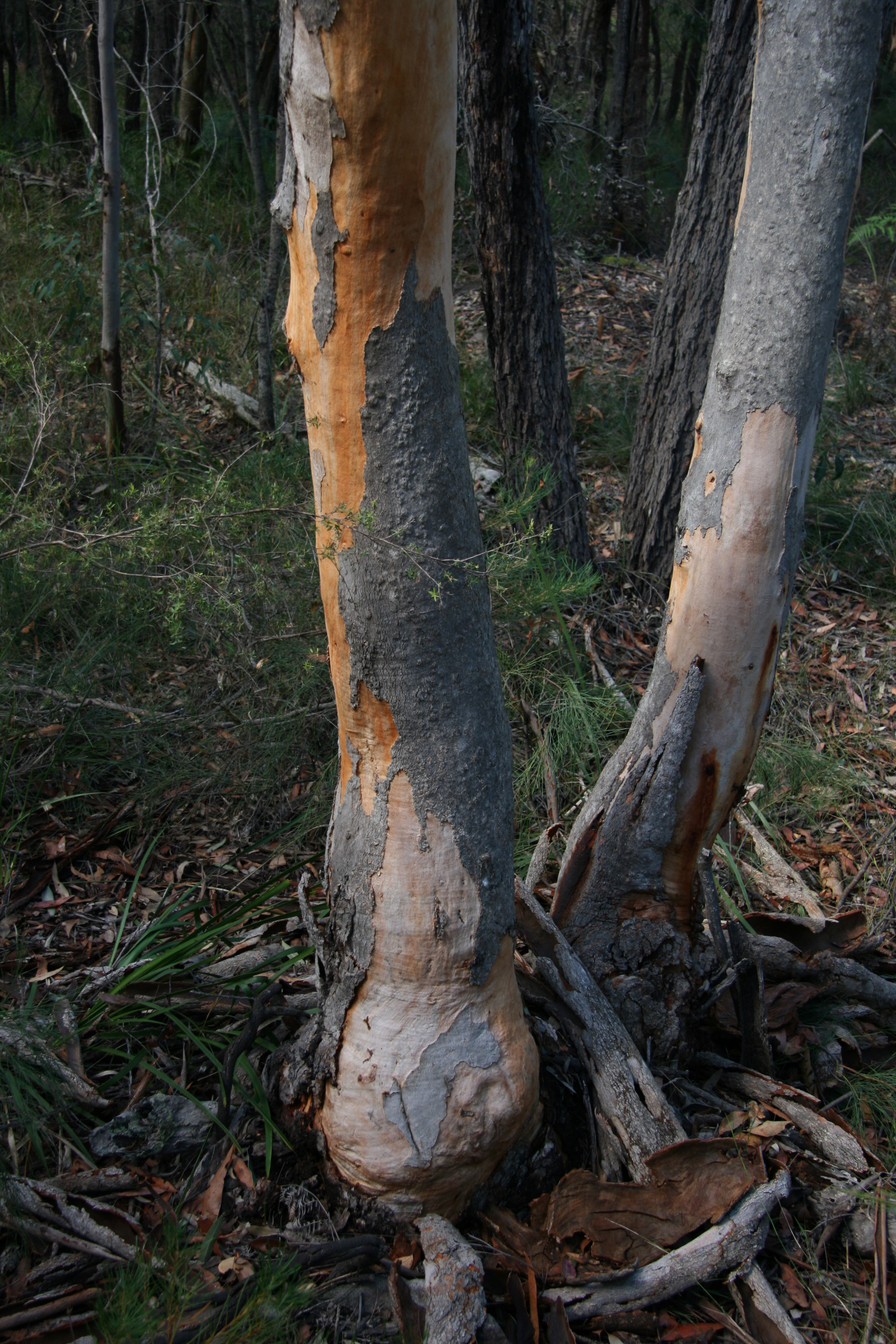
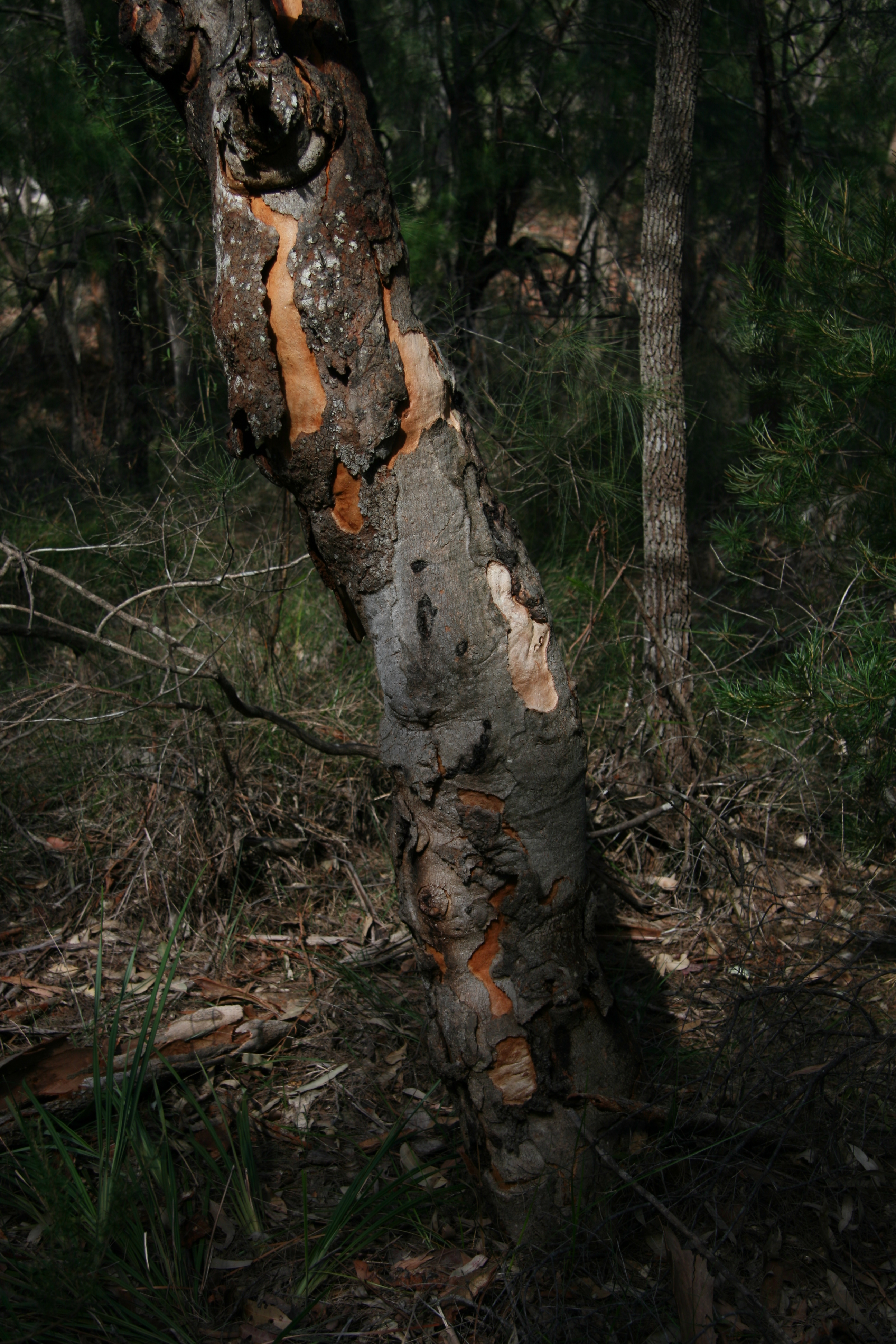